# Antonov An-140
Dimensions
L'Antonov An-140 est un avion bi-turbopropulsé ukrainien court-courrier de la classe des ATR-42, Xian MA60 ou Iliouchine Il-114. Conçu pour remplacer les nombreux An-24 et dérivés en service dans le monde, il est produit dans son pays d'origine mais aussi en Russie et en Iran.

## Origine et développement
En juin 1993, l’ingénieur principal Piotr Balabuev a profité du Salon du Bourget pour annoncer le développement par le bureau d'études Antonov ANTK d'un appareil destiné à succéder à l'Antonov An-24. Un premier prototype [UR-NTO] est sorti de l’usine Antonov de Kiev le 6 juin 1997 et a effectué son premier vol le 17 septembre suivant. Ont suivi une cellule d'essais statique et un second prototype [UR-NTP] qui a pris l'air le 26 décembre 1997. Le premier appareil de série [UR-PWO] a effectué son premier vol le 11 octobre 1999, avec presque un an de retard sur le programme. Les essais de certification ont débuté en août 1998 pour s’achever le 26 mars 2000 après 1 286 heures de vol en 1 138 sorties). Ils ont compris des essais 'grands froids', réalisés par le [UR-NTO] à Arkhangelsk du 29 mars au 1er mai 1999, et des essais 'temps chauds' menés par l' [UR-NTP] en Ouzbékistan et Kirghizistan durant l'été 1999. Les certifications russe (AP-25) et ukrainienne ont été obtenues le 25 avril et l'An-140 est entré en service le 29 mars 2002 sous les couleurs d'Odessa Airlines (en). Huit appareils étaient en exploitation fin 2004, 30 fin 2008.

## Description
De facture très classique, l’An-140 est un monoplan à aile haute, empennages classiques et train tricycle escamotable. Les moteurs sont des Klimov TV3-117VMA-SBM1 construits sous licence par Motor Sich sous la désignation AI-30, des Pratt & Whitney Canada PW127A de 2 500 shp étant proposés en option. Dans les deux cas l’hélice est à 6 pales. L’aménagement standard de la cabine est de 52 passagers (4 sièges de front au pas de 75 cm avec couloir central), accessible par une porte arrière comportant un escalier intégré, tandis qu’une porte cargo aménagée à l’avant du fuselage permet le chargement de 1 900 ou 3 650 kg de fret palettisé en réduisant le nombre de passagers à 36 ou 20.
Capable d’utiliser des pistes courtes, sommairement aménagées ou en gravier, l'An-140 peut aussi opérer sur la neige ou la glace.

## Une production dispersée
Dès 1996, Antonov ANTK et l’organisation iranienne HESA ont signé un accord visant à la production en Iran de 100 appareils à assembler dans une nouvelle usine installée près d’Ispahan. Une première série de 43 exemplaires a été lancée pour les besoins d’Iran Asseman et Iran Air, à partir de sous-ensembles provenant d’Ukraine, l’industrie iranienne étant appelée à fournir progressivement un pourcentage croissant de pièces.
Si la production des avions destinés à la CEI fut lancée chez KhAPO (Entreprise de construction aéronautique nationale de Kharkov) en 1999, l’usine de Kharkov était largement engorgée par les programmes An-74 et An-148. Un accord a donc été trouvé avec la société russe Aviacor pour le lancement d’une seconde chaine de montage à Samara, d’où le premier An-140 est sorti le 25 décembre 2004.
Le 13 juillet 2005, le gouvernement mexicain a signé un accord avec Antonov visant à la production d'avions Antonov au Mexique, probablement à Ciudad Sahagun, dans l'état d'Hidalgo). Si cet accord aboutit des An-140 devraient y être construits.
En septembre 2007, l’accord liant HESA et Antonov a été modifié pour permettre d’inclure l’An-140-100, dont 16 exemplaires doivent être livrés en pièces détachées à Ispahan, leur transport étant assuré au moyen d’un cargo An-22.
Le conflit russo-ukrainien a porté un coup sévère au programme.

## Versions
- An-140 : Première version de série, sensiblement identique aux prototypes.
- An 140-100 : Nouvelle version de base apparue en 2003, la voilure étant allongée d’un mètre, la masse maximale en charge portée de 10 150 à 21 500 kg et l’autonomie améliorée de 300 km.
- An-140A : Désignation (provisoire ?) du modèle à moteurs PW127A destiné à Aeroflot.
- An-140T : Projet d’une version cargo pourvue d’une importante porte cargo arrière.
- An-140TK : Projet de cargo convertible.
- An-142 : Projet de version militaire avec rampe de chargement arrière.
- HESA IR.AN-140 Faraz : Version produite en Iran par la société d'Etat HESA, le premier Faraz prenant l’air en février 2001.

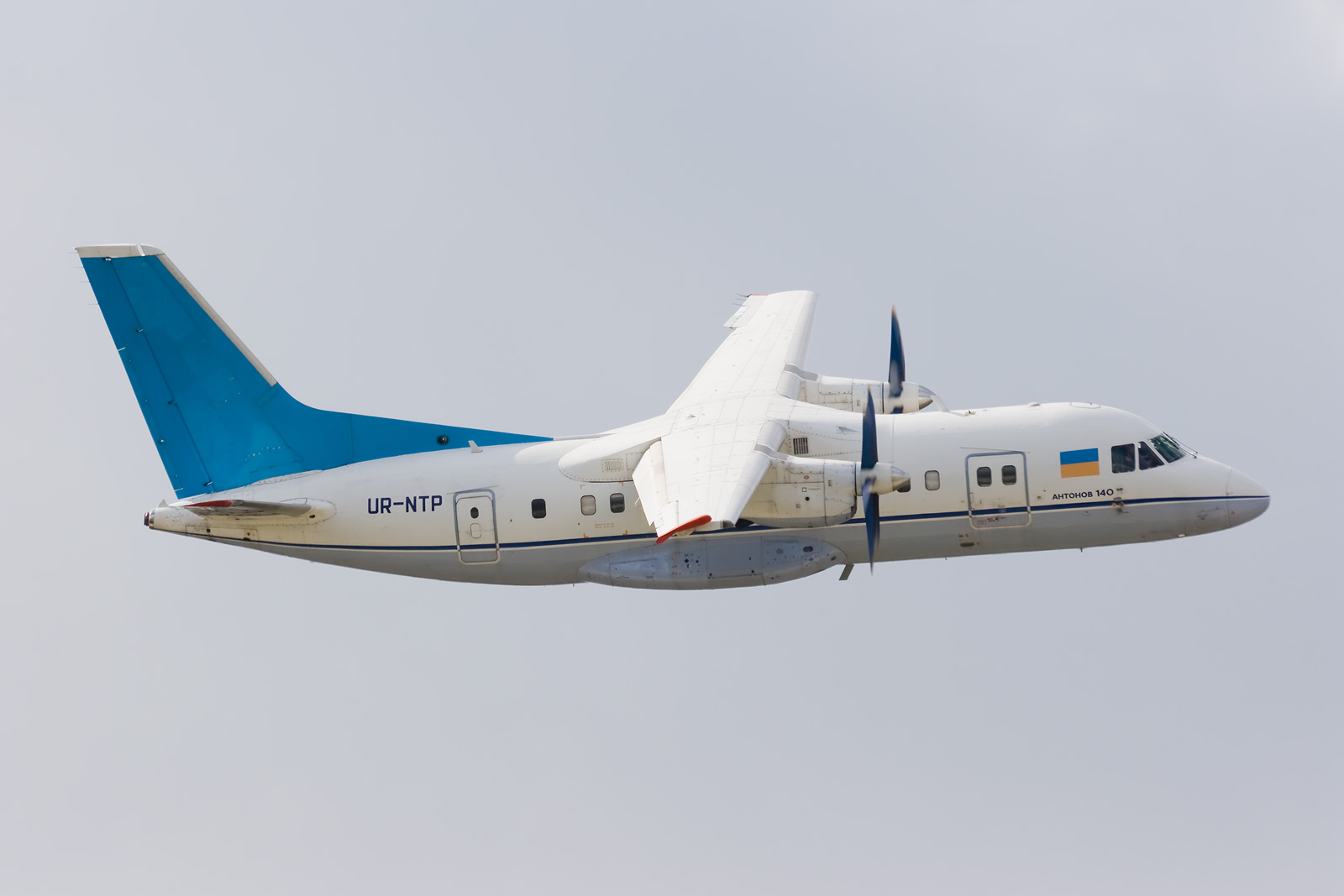
Le prototype UR-NTP durant les essais
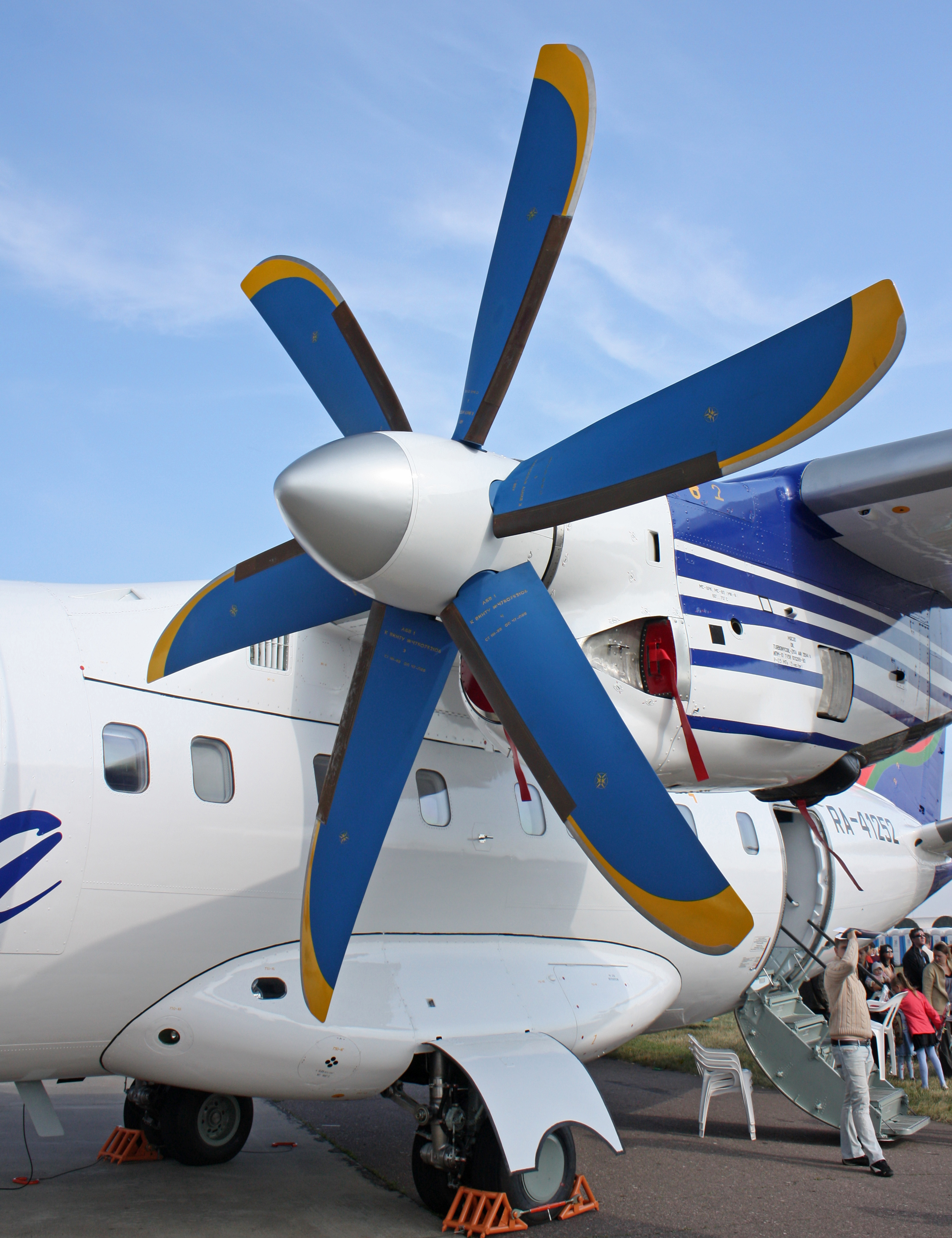
Hélice de l'Antonov An-140
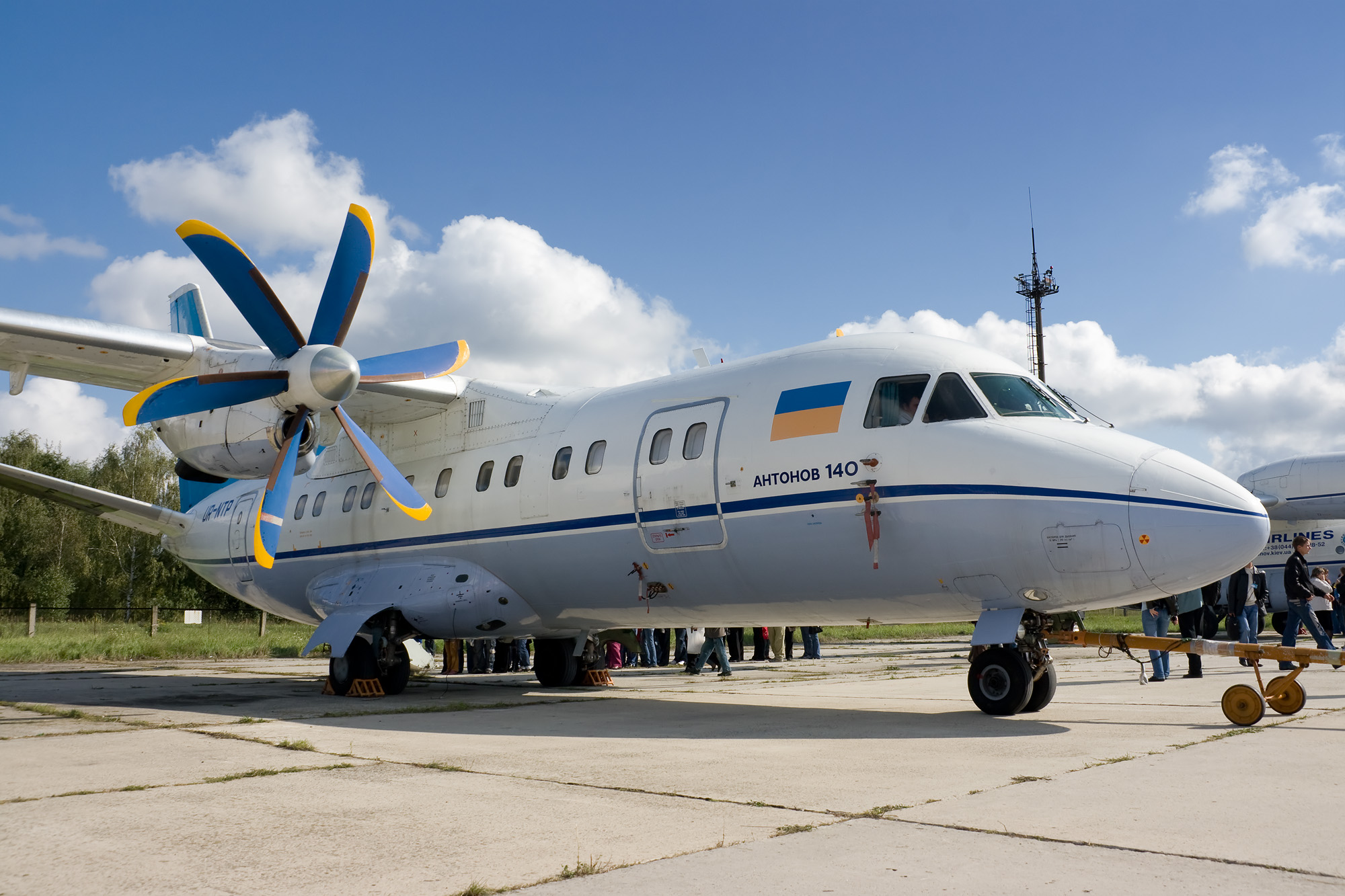
An-140 UR-TNP devenu démonstrateur.

## Accidents
- Le 23 décembre 2002, un appareil aux couleurs d’Aeromist [UR-14003] transportant un aréopage de spécialistes et ingénieurs ukrainiens se rendant à Ispahan pour inaugurer le lancement de la production iranienne percute les montagnes environnant Ispahan alors que la visibilité était médiocre dans la région. Aucun des 44 occupants de l’appareil ne survit. Les autorités iraniennes ont mis en avant une erreur de pilotage.
- Le 12 août 2005, un HESA Ir-An-140 [EP-SFD] de Safiran Airlines fut victime d’une panne de moteur et dut faire un atterrissage de fortune sur le terrain d’Arak. L’appareil fut gravement endommagé mais aucune victime ne fut à déplorer.
- Le 23 décembre 2005, un An-140-100 d’Azerbaïjan Airlines [4K-AZ48] s’écrase en mer Caspienne peu après son décollage de Bakou alors qu’il devait rejoindre la ville pétrolière d’Aktau, au Kazakhstan. Selon la compagnie aérienne une panne d’instrumentation juste après le décollage serait à l’origine de cet accident qui a couté la vie à 17 passagers et 5 membres d’équipage.
- Le 15 février 2009, un Ir-An-140-100 immatriculé HESA90-04 s’est écrasé près d’Ispahan durant un vol d’essai, tuant les 5 membres de l’équipage.
- Le 10 août 2014, un Ir-An-140-100 immatriculé EP-GPA qui venait de décoller de Mehrabad, en Iran, effectuant une liaison entre Téhéran et la ville de Tabass (Est) s'est écrasé à 9 h 18, heure locale (6 h 48 à Paris) dans le quartier d'habitation d'Azadi. Selon un responsable de l'aviation civile, 42 passagers et 6 membres d'équipage se trouvaient à bord de l'avion et 37 d'entre eux sont décédés, les 11 survivants ayant été transportés dans des hôpitaux[6].

## Utilisateurs
[Quand ?]
- Azerbaïdjan
  - Azerbaïjan Airlines : 3 commandés pour Azal Cargo.
- Libye
  - Air Libya Tibesti : 5
- Russie
  - Aeroflot : 50 appareils prévus
  - Samara Airlines : 2 commandés, puis annulés
  - Sakha Airlines : 10 en commande
  - Tumen Avia Trans : 25 en commande
  - Yakutia Airlines : Premier client direct d’Aviacor avec 3 appareils à livrer en 2006/2007 et une option pour 5 appareils supplémentaires.
- Ukraine
  - Aeromost-Kharkov : A mis en service l’An-140 alors qu’elle s’appelait encore Aeromist.
  - Antonov ANTK : 3, soit les deux prototypes et un exemplaire de série.
  - IKAR : Client de lancement avec 40 exemplaires commandés, dont 5 à livrer en 2000.
  - Ilyich-Avia (en) : 2
  - Motor Sich : 3
  - Odessa Airlines (en) : A mis l’appareil en service en 2002, 5 appareils étaient commandés via Ukrtranslizing.
- Iran
  - Safiran Airlines : Safiran fut la première à mettre en service l'Iran-140, avec 2 appareils.
  - Iran Air Tour : 33 Iran 140-100 en commande.